# Flik (register)
För andra betydelser, se Flik.

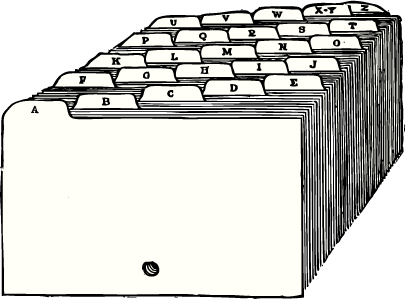
Registerkort med flikar.

Flik menar inom fysiska arkivregister anges för en mindre samling dokument (ofta inlagda i en mapp eller liknande) en registerflik. På dessa registerflikar syns i regel text eller liknande identifikation som kan underlätta letandet efter rätt dokument.
Utformningen och funktinen hos dessa registerflikar har bildat modell för motsvarande funktion i webbläsare eller andra program i datorvärlden, där dokument eller webbsidor kan placeras "bakom" varandra och lyftas fram genom ett klick på dokumentets eller webbsidans flik.